# Sceptridium dissectum
Sceptridium dissectum là một loài dương xỉ trong họ Ophioglossaceae. Loài này được Spreng. Lyon mô tả khoa học đầu tiên năm 1905.

## Hình ảnh

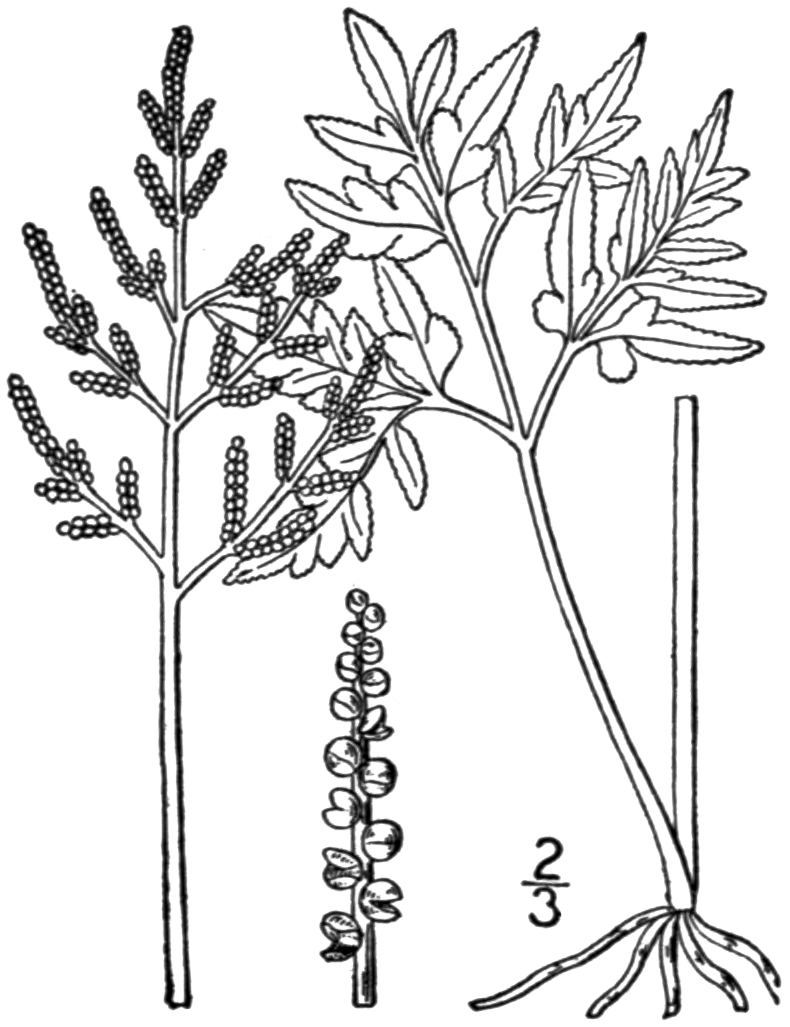
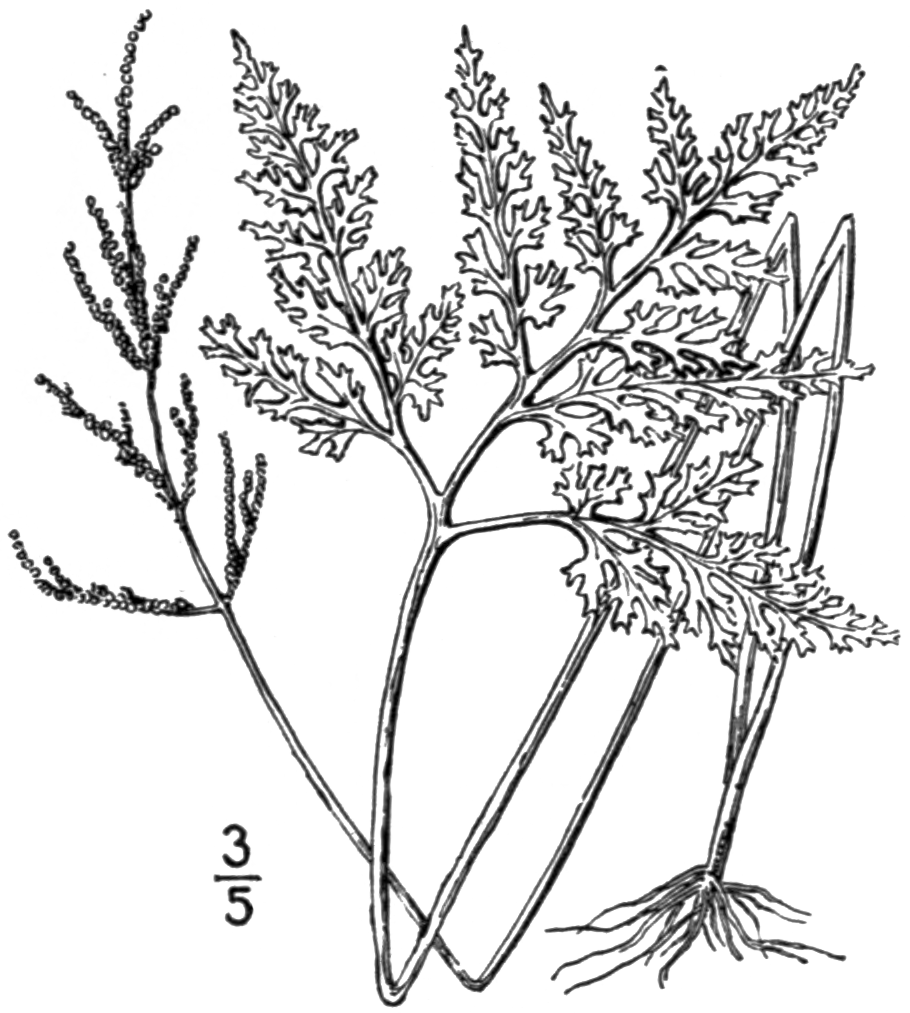
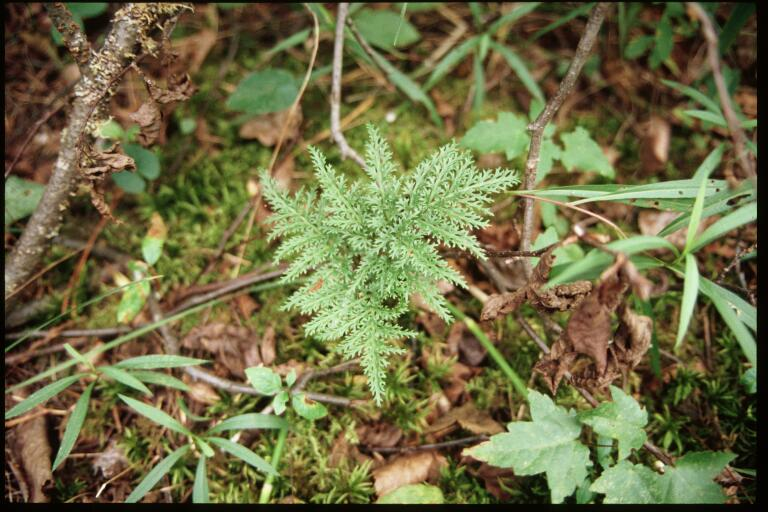
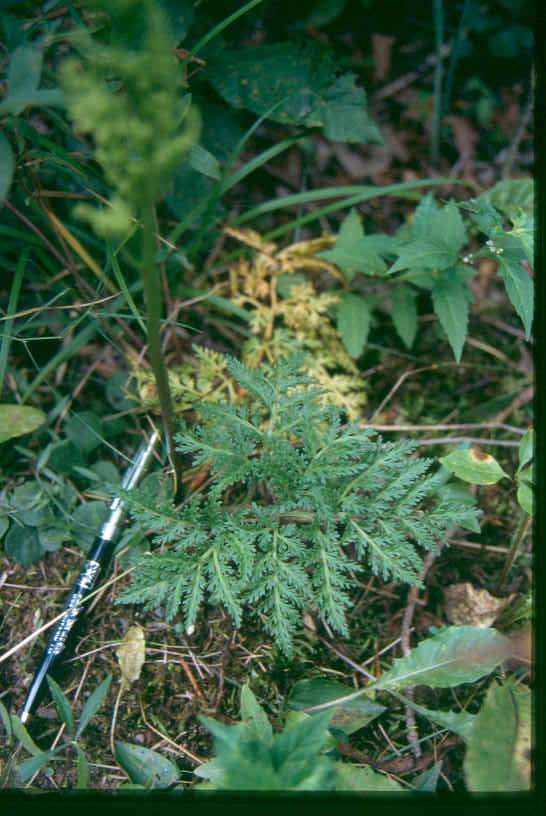